# Amiton d'Eleutheres
Amiton d'Eleutheres (en llatí Amiton, en grec antic Ἀμίτων) fou un poeta cretenc que és considerat el primer que va cantar poemes d'amor acompanyat amb una lira.
Els seus descendents es van anomenar Amitores (Ἀμίτορες), segons diu Ateneu de Nàucratis. Sembla que hi ha alguna corrupció al text d'Ateneu, ja que Amiton, i Amitores no es corresponen. El seu nom correcte no devia ser Amiton, sinó Amitor o potser Ametor.